# Eccellenza Toscana 2019-2020
Il campionato italiano di calcio di Eccellenza regionale 2019-2020 è il ventinovesimo organizzato in Italia. Rappresenta il quinto livello del calcio italiano.
A causa della pandemia di COVID-19 in Italia, la F.I.G.C. ha deciso per la sospensione definitiva del torneo al 
1º marzo 2020.

## Stagione

### Novità
In questa stagione si torna alle consuete 32 squadre, sedici per girone, dopo le 33 della scorsa stagione: quindi, i posti lasciati dalle due promosse e dalle sei retrocesse diventano da otto a sette e vanno appannaggio delle tre retrocesse dalla Serie D 2018-2019 (il Viareggio 2014, retrocesso dalla Serie D, non si è iscritta al campionato) e delle quattro neopromosse dalla Promozione: le vincitrici Pontremolese e Terranuova Traiana, poi il Fratres Perignano (che ha acquisito titolo e nome nella fusione con la Pecciolese, vincitrice di Promozione) e la vincitrice dei play-off intergirone Cascina.
Inoltre il Vorno ha ceduto, in fusione con il Tau Calcio di Altopascio, il posto in Eccellenza e il Montignoso ha ceduto la categoria (e lo stadio) alla neonata Virtus Viareggio.

## Girone A

### Squadre partecipanti
| Club                     | Città (provincia)                 | Stadio                              | Stagione precedente                   |
| ------------------------ | --------------------------------- | ----------------------------------- | ------------------------------------- |
| Atletico Cenaia          | Cenaia di Crespina Lorenzana (PI) | Stadio Vittorio Pennati             | 13º posto in Eccellenza Toscana/A     |
| Camaiore                 | Camaiore (LU)                     | Stadio Comunale                     | 12º posto in Eccellenza Toscana/A     |
| Cascina                  | Cascina (PI)                      | Stadio Simone Redini                | 8º posto in Promozione Toscana/C      |
| Castelfiorentino         | Castelfiorentino (FI)             | Stadio Comunale                     | 9º posto in Eccellenza Toscana/A      |
| Castelnuovo Garfagnana   | Castelnuovo di Garfagnana (LU)    | Stadio Alessio Nardini              | 7º posto in Eccellenza Toscana/A      |
| Cuoiopelli               | Santa Croce sull'Arno (PI)        | Stadio Libero Masini                | 6º posto in Eccellenza Toscana/A      |
| Fratres Perignano        | Perignano (PI)                    | Stadio Mauro Matteoli               | 2º posto in Promozione Toscana/C      |
| Fucecchio                | Fucecchio (FI)                    | Stadio comunale Filippo Corsini     | 2º posto in Eccellenza Toscana/A      |
| Massese                  | Massa                             | Stadio degli Oliveti                | 20º posto in Serie D/E                |
| Pontremolese             | Pontremoli (MS)                   | Stadio Lunezia                      | 1º posto in Promozione Toscana/A      |
| Pro Livorno Sorgenti     | Livorno                           | Stadio Mario Magnozzi               | 4º posto in Eccellenza Toscana/A      |
| San Marco Avenza         | Avenza di Carrara (MS)            | Centro Sportivo Nuova Covetta       | 3º posto in Eccellenza Toscana/A      |
| San Miniato Basso        | San Miniato Basso (PI)            | Stadio Massimo Pagni                | 8º posto in Eccellenza Toscana/A      |
| Tau Calcio               | Altopascio (LU)                   | Stadio Comunale                     | 3º posto in Prima Categoria Toscana/A |
| Valdinievole Montecatini | Montecatini Terme (PT)            | Stadio Daniele Mariotti             | 5º posto in Eccellenza Toscana/A      |
| Virtus Viareggio         | Montignoso (MS)                   | Stadio Angelo Del Freo (Montignoso) | -                                     |

### Classifica finale
|  | Pos. | Squadra                  | Pt | G  | V  | N  | P  | GF | GS | DR  |
|  | ---- | ------------------------ | -- | -- | -- | -- | -- | -- | -- | --- |
|  | 1.   | Pro Livorno Sorgenti     | 53 | 25 | 16 | 5  | 4  | 50 | 24 | +26 |
|  | 2.   | Fratres Perignano        | 47 | 25 | 13 | 8  | 4  | 42 | 22 | +20 |
|  | 3.   | San Miniato Basso        | 44 | 25 | 11 | 11 | 3  | 40 | 24 | +16 |
|  | 4.   | Tau Calcio               | 44 | 25 | 13 | 5  | 7  | 35 | 23 | +12 |
|  | 5.   | Fucecchio                | 42 | 25 | 11 | 9  | 5  | 35 | 15 | +20 |
|  | 6.   | Camaiore                 | 41 | 24 | 10 | 11 | 3  | 34 | 21 | +13 |
|  | 7.   | Castelfiorentino         | 34 | 25 | 10 | 4  | 11 | 27 | 27 | 0   |
|  | 8.   | San Marco Avenza         | 33 | 25 | 7  | 12 | 6  | 27 | 23 | +4  |
|  | 9.   | Cascina                  | 31 | 25 | 7  | 10 | 8  | 28 | 34 | -6  |
|  | 10.  | Pontremolese             | 31 | 25 | 6  | 13 | 6  | 23 | 22 | +1  |
|  | 11.  | Atletico Cenaia          | 30 | 25 | 7  | 9  | 9  | 24 | 27 | -3  |
|  | 12.  | Valdinievole Montecatini | 29 | 25 | 7  | 8  | 10 | 21 | 30 | -9  |
|  | 13.  | Massese                  | 28 | 25 | 7  | 7  | 11 | 22 | 33 | -11 |
|  | 14.  | Cuoiopelli               | 22 | 25 | 4  | 10 | 11 | 25 | 41 | -16 |
|  | 15.  | Castelnuovo Garfagnana   | 18 | 25 | 4  | 6  | 15 | 21 | 42 | -21 |
|  | 16.  | Virtus Viareggio         | 5  | 24 | 1  | 2  | 21 | 15 | 61 | -46 |

Legenda
      Promossa in Serie D 2020-2021.
      Retrocesse in Promozione 2020-2021.
Regolamento:
Tre punti a vittoria, uno a pareggio, zero a sconfitta.

### Risultati

#### Tabellone
|                          | ATC  | CAM  | CAS  | CSF  | CAG  | CUO  | FRA  | FUC  | MAS  | PON  | PRO  | SMA  | SMI  | TAU  | VAL  | VIR  |
| ------------------------ | ---- | ---- | ---- | ---- | ---- | ---- | ---- | ---- | ---- | ---- | ---- | ---- | ---- | ---- | ---- | ---- |
| Atletico Cenaia          | –––– | -    | -    | -    | -    | -    | -    | -    | -    | -    | -    | -    | -    | -    | -    | -    |
| Camaiore                 | -    | –––– | -    | -    | -    | -    | -    | -    | -    | -    | -    | -    | -    | -    | -    | -    |
| Cascina                  | -    | -    | –––– | -    | -    | -    | -    | -    | -    | -    | -    | -    | -    | -    | -    | -    |
| Castelfiorentino         | -    | -    | -    | –––– | -    | -    | -    | -    | -    | -    | -    | -    | -    | -    | -    | -    |
| Castelnuovo Garfagnana   | -    | -    | -    | -    | –––– | -    | -    | -    | -    | -    | -    | -    | -    | -    | -    | -    |
| Cuoiopelli               | -    | -    | -    | -    | -    | –––– | -    | -    | -    | -    | -    | -    | -    | -    | -    | -    |
| Fratres Perignano        | -    | -    | -    | -    | -    | -    | –––– | -    | -    | -    | -    | -    | -    | -    | -    | -    |
| Fucecchio                | -    | -    | -    | -    | -    | -    | -    | –––– | -    | -    | -    | -    | -    | -    | -    | -    |
| Massese                  | -    | -    | -    | -    | -    | -    | -    | -    | –––– | -    | -    | -    | -    | -    | -    | -    |
| Pontremolese             | -    | -    | -    | -    | -    | -    | -    | -    | -    | –––– | -    | -    | -    | -    | -    | -    |
| Pro Livorno Sorgenti     | -    | -    | -    | -    | -    | -    | -    | -    | -    | -    | –––– | -    | -    | -    | -    | -    |
| San Marco Avenza         | -    | -    | -    | -    | -    | -    | -    | -    | -    | -    | -    | –––– | -    | -    | -    | -    |
| San Miniato Basso        | -    | -    | -    | -    | -    | -    | -    | -    | -    | -    | -    | -    | –––– | -    | -    | -    |
| Tau Calcio               | -    | -    | -    | -    | -    | -    | -    | -    | -    | -    | -    | -    | -    | –––– | -    | -    |
| Valdinievole Montecatini | -    | -    | -    | -    | -    | -    | -    | -    | -    | -    | -    | -    | -    | -    | –––– | -    |
| Virtus Viareggio         | -    | -    | -    | -    | -    | -    | -    | -    | -    | -    | -    | -    | -    | -    | -    | –––– |

## Girone B

### Squadre partecipanti
| Club               | Città (provincia)              | Stadio                     | Stagione precedente               |
| ------------------ | ------------------------------ | -------------------------- | --------------------------------- |
| Antella '99        | Antella di Bagno a Ripoli (FI) | Campo sportivo CRC Antella | 10º posto in Eccellenza Toscana/B |
| Badesse            | Badesse di Monteriggioni (SI)  | Campo sportivo comunale    | 5º posto in Eccellenza Toscana/B  |
| Baldaccio Bruni    | Anghiari (AR)                  | Stadio Saverio Zanchi      | 9º posto in Eccellenza Toscana/B  |
| Colligiana         | Colle di Val d'Elsa (SI)       | Stadio Gino Manni          | 3º posto in Eccellenza Toscana/B  |
| Fortis Juventus    | Borgo San Lorenzo (FI)         | Stadio Giacomo Romanelli   | 4º posto in Eccellenza Toscana/B  |
| Lastrigiana        | Lastra a Signa (FI)            | Stadio Comunale            | 11º posto in Eccellenza Toscana/B |
| Nuova Foiano       | Foiano della Chiana (AR)       | Stadio dei Pini            | 14º posto in Eccellenza Toscana/B |
| Poggibonsi         | Poggibonsi (SI)                | Stadio Stefano Lotti       | 2º posto in Eccellenza Toscana/B  |
| Porta Romana       | Firenze                        | Stadio delle Due Strade    | 12º posto in Eccellenza Toscana/B |
| Rignanese          | Rignano sull'Arno (FI)         | Stadio Davide Astori       | 8º posto in Eccellenza Toscana/B  |
| Sangimignano       | San Gimignano (SI)             | Stadio Santa Lucia         | 19º posto in Serie D/E            |
| Signa              | Signa (FI)                     | Stadio del Bisenzio        | 13º posto in Eccellenza Toscana/B |
| Sinalunghese       | Sinalunga (SI)                 | Stadio Carlo Angeletti     | 17º posto in Serie D/E            |
| Terranuova Traiana | Terranuova Bracciolini (AR)    | Stadio Mario Matteini      | 1º posto in Promozione/B          |
| Valdarno           | Figline Valdarno (FI)          | Stadio Goffredo Del Buffa  | 6º posto in Eccellenza Toscana/B  |
| Zenith Audax       | Prato                          | Stadio Bruno Chiavacci     | 7º posto in Eccellenza Toscana/B  |

### Classifica finale
|  | Pos. | Squadra            | Pt | G  | V  | N  | P  | GF | GS | DR  |
|  | ---- | ------------------ | -- | -- | -- | -- | -- | -- | -- | --- |
|  | 1.   | Badesse            | 48 | 25 | 14 | 6  | 5  | 45 | 25 | +20 |
|  | 2.   | Sinalunghese       | 46 | 25 | 12 | 10 | 3  | 30 | 15 | +15 |
|  | 3.   | Terranuova Traiana | 39 | 25 | 10 | 9  | 6  | 33 | 28 | +5  |
|  | 4.   | Porta Romana       | 37 | 25 | 9  | 10 | 6  | 35 | 28 | +7  |
|  | 5.   | Lastrigiana        | 37 | 25 | 10 | 7  | 8  | 33 | 27 | +6  |
|  | 6.   | Zenith Audax       | 35 | 25 | 9  | 8  | 8  | 34 | 29 | +5  |
|  | 7.   | Valdarno           | 35 | 25 | 9  | 8  | 8  | 38 | 36 | +2  |
|  | 8.   | Baldaccio Bruni    | 34 | 25 | 9  | 7  | 9  | 28 | 33 | -5  |
|  | 9.   | Antella '99        | 34 | 25 | 7  | 13 | 5  | 23 | 20 | +3  |
|  | 10.  | Poggibonsi         | 33 | 25 | 7  | 12 | 6  | 23 | 23 | 0   |
|  | 11.  | Colligiana         | 33 | 25 | 8  | 9  | 8  | 34 | 33 | +1  |
|  | 12.  | Signa              | 31 | 25 | 7  | 10 | 8  | 26 | 34 | -8  |
|  | 13.  | Sangimignano       | 30 | 25 | 6  | 12 | 7  | 31 | 30 | +1  |
|  | 14.  | Foiano             | 25 | 25 | 6  | 7  | 12 | 25 | 31 | -6  |
|  | 15.  | Fortis Juventus    | 21 | 25 | 3  | 12 | 10 | 18 | 29 | -11 |
|  | 16.  | Rignanese          | 10 | 25 | 2  | 4  | 19 | 19 | 54 | -35 |

Legenda
      Promossa in Serie D 2020-2021.
      Retrocesse in Promozione 2020-2021.
Regolamento:
Tre punti a vittoria, uno a pareggio, zero a sconfitta.

### Risultati

#### Tabellone
|                    | ANT  | BAD  | BAL  | COL  | FOR  | LAS  | NFO  | POG  | POR  | RIG  | SAN  | SIG  | SIN  | TER  | VAL  | ZEN  |
| ------------------ | ---- | ---- | ---- | ---- | ---- | ---- | ---- | ---- | ---- | ---- | ---- | ---- | ---- | ---- | ---- | ---- |
| Antella '99        | –––– | -    | -    | -    | -    | -    | -    | -    | -    | -    | -    | -    | -    | -    | -    | -    |
| Badesse            | -    | –––– | -    | -    | -    | -    | -    | -    | -    | -    | -    | -    | -    | -    | -    | -    |
| Baldaccio Bruni    | -    | -    | –––– | -    | -    | -    | -    | -    | -    | -    | -    | -    | -    | -    | -    | -    |
| Colligiana         | -    | -    | -    | –––– | -    | -    | -    | -    | -    | -    | -    | -    | -    | -    | -    | -    |
| Fortis Juventus    | -    | -    | -    | -    | –––– | -    | -    | -    | -    | -    | -    | -    | -    | -    | -    | -    |
| Lastrigiana        | -    | -    | -    | -    | -    | –––– | -    | -    | -    | -    | -    | -    | -    | -    | -    | -    |
| Nuova Foiana       | -    | -    | -    | -    | -    | -    | –––– | -    | -    | -    | -    | -    | -    | -    | -    | -    |
| Poggibonsi         | -    | -    | -    | -    | -    | -    | -    | –––– | -    | -    | -    | -    | -    | -    | -    | -    |
| Porta Romana       | -    | -    | -    | -    | -    | -    | -    | -    | –––– | -    | -    | -    | -    | -    | -    | -    |
| Rignanese          | -    | -    | -    | -    | -    | -    | -    | -    | -    | –––– | -    | -    | -    | -    | -    | -    |
| San Gimignano      | -    | -    | -    | -    | -    | -    | -    | -    | -    | -    | –––– | -    | -    | -    | -    | -    |
| Signa 1914         | -    | -    | -    | -    | -    | -    | -    | -    | -    | -    | -    | –––– | -    | -    | -    | -    |
| Sinalunghese       | -    | -    | -    | -    | -    | -    | -    | -    | -    | -    | -    | -    | –––– | -    | -    | -    |
| Terranuova traiana | -    | -    | -    | -    | -    | -    | -    | -    | -    | -    | -    | -    | -    | –––– | -    | -    |
| Valdarno           | -    | -    | -    | -    | -    | -    | -    | -    | -    | -    | -    | -    | -    | -    | –––– | -    |
| Zenit Audax        | -    | -    | -    | -    | -    | -    | -    | -    | -    | -    | -    | -    | -    | -    | -    | –––– |